# Ernest Eldridge

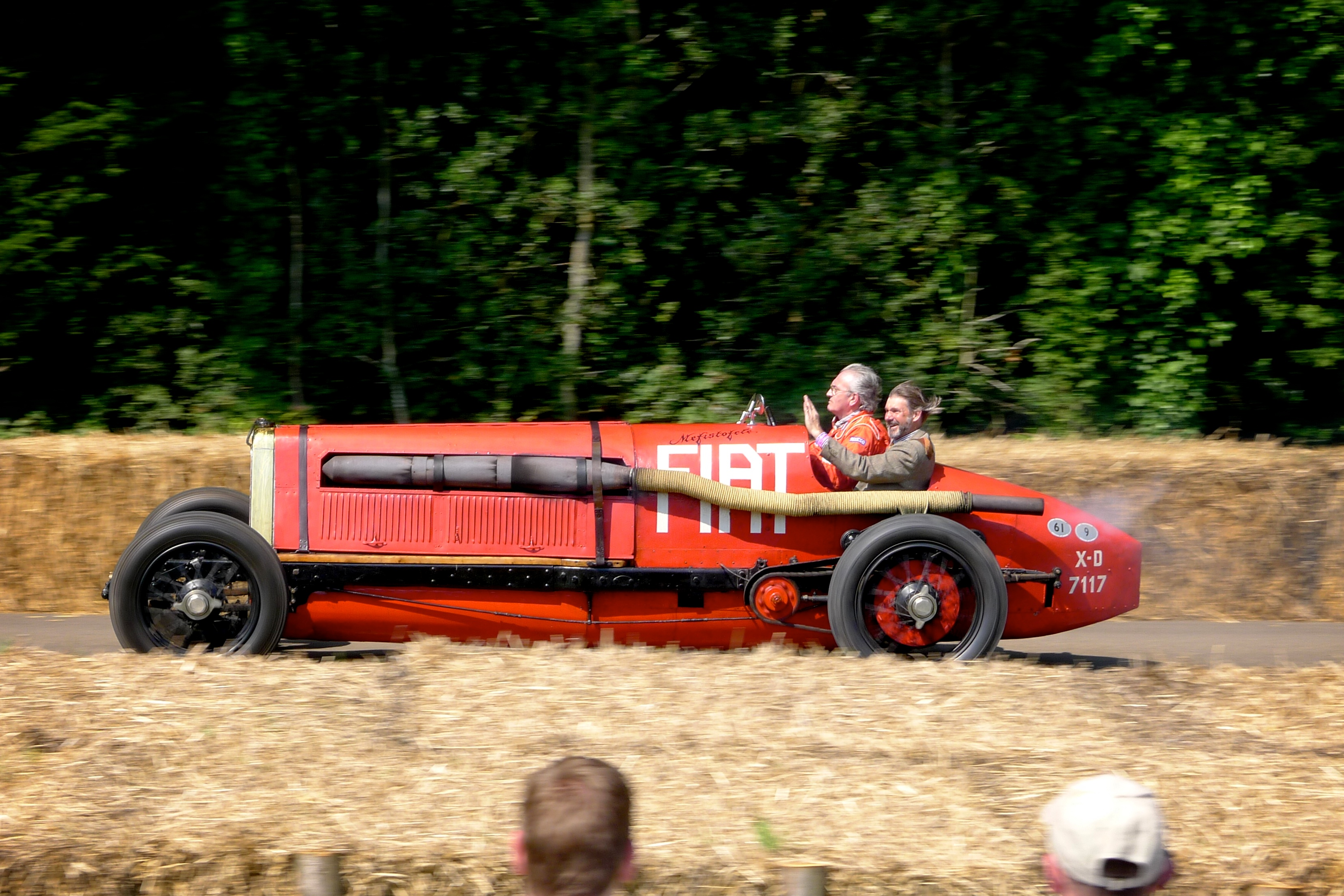
Fiat Mephistopheles (1923)

Ernest Arthur Douglas Eldridge (15 de septiembre de 1897 – 27 de octubre de 1937) fue un piloto automovilístico británico, que batió el récord mundial de velocidad en 1924. Este registro fue el último logrado en un tramo de carretera pública habilitado al efecto.

## Primeros años
Eldridge nació en 1897 en Hampstead, Londres, en el seno de una familia adinerada. Su padre era un exitoso facturador de créditos. Se educó en la Harrow School, que abandonó en el sexto curso para acudir a la Primera Guerra Mundial. Fue destinado a la Cruz Roja Británica y a la Orden de San Juan de Jerusalén en el frente occidental, posiblemente como conductor de ambulancias. Pudo también haber servido en la artillería francesa.
Se casó con Majorie M. Tooth en 1915 en Brentford, Middlesex; fallecida antes de la Segunda Guerra Mundial. Contrajo matrimonio en 1925 con una ciudadana francesa llamada Marie, sin haberse separado de Marjorie
No se sabe mucho sobre su vida entre 1918 y 1921, cuando reapareció en el circuito de Brooklands. Historias sin confirmar lo sitúan volando con el conde Louis Zborowski en esta época. En septiembre de 1922 sobrevivió a un accidente que sufrió en Brooklands con su Fiat B.E.2e. Aprendió a volar en un Sopwith Grasshopper en Brooklands y finalmente recibió la licencia de piloto (Número 7944) el 21 de agosto de 1923 en el Aeródromo de Stag Lane, en Edgware. En su licencia de aviador figura con la profesión de ingeniero automovilístico.

### Piloto de carreras
La primera parte de su carrera como piloto quedó empañada por grandes fracasos, a menudo corriendo con coches impulsados por motores de avión. Debutó en 1921 con un inusual automóvil Isotta Fraschini con transmisión por cadena, que alcanzaba 150 km/h.
En 1922 sorprendió a la multitud en Brooklands al aparecer con su Isotta Fraschini de 1907, equipado con un motor aeronáutico Maybach de 340 CV. El chasis tuvo que alargarse para poder acomodar el enorme propulsor de 20 litros de cilindrada. La carrocería, realizada por Jarvis de Wimbledon, que contaba con un minúsculo puesto de conducción con dos asientos, causó sensación, incluso en una época en la que estos gigantescos vehículos no eran infrecuentes en los circuitos. Ganó su primera carrera promediamdo más de 163 km/h, pero tuvo un éxito limitado. Vendió el coche a un comprador francés, que lo rebautizó como 'Le Champion'.
Eldridge se hizo entonces con un Fiat de 10 litros, que con el que cosechó algún éxito. Este coche le sirvió de base para crear el famoso Mephistopheles, con el que inició sus famosas tentativas de récords de velocidad. En octubre de 1923, en Brooklands: "E. A. D. Eldridge estableció una nueva marca en la media-milla (desde parado) con un récord mundial al cubrir la distancia en 23.17secs. (77.68 millas a la hora) en su gigantesco F.I.A.T. de 350 caballos", y batiendo el récord del mundo de velocidad sobre tierra el 12 de julio de 1924 en Arpajon, Francia, con una media de 146,013 mph (234,985 km/h) sobre el kilómetro lanzado. Por otro lado, la prensa informaba de que en octubre de 1924, en Montlhéry: "El señor Eldridge cubrió 210 kilómetros 230 metros en una hora, marca reclamada como nuevo récord del mundo."
En 1925 vendió el Mephistopheles al mismo propietario de 'Le Champion' y decidió introducirse en el mundo de las Carreras del Grand Prix con coches de diseño propio, los Eldridge Special. Basados en chasis Amilcar con motores Anzani, estos coches participaron en varias carreras durante las temporadas de 1925 y 1926, incluyendo los Grandes Premios de Brooklands 200, el de San Sebastián, el L'ACF y el de Italia. También inscribió dos coches en las 500 Millas de Indianápolis de 1926, sin duda tentado por el dinero del premio. Pilotó él mismo uno de los coches, con Douglas Hawkes en el otro.
Mientras estaba en los Estados Unidos, probó un Miller 122, y quedó tan impresionado que corrió con uno de ellos en Salem-Rockingham, Atlantic City y en Altoona antes de regresar a Europa para batir récords en Montlhéry. Mientras intentaba establecer un registro de velocidad en Navidad, el eje delantero de su coche se desintegró, perdió el control del automóvil y sufrió serios daños en la cabeza y la pérdida de un ojo.
Una vez recuperado, continuó en la conquista de nuevos récords con otros coches, incluyendo un Chrysler en Montlhéry, convirtiéndose por entonces en "Director del Intento de Récord" del Capitán Eyston.
En 1929 acordó cooperar en un asalto al récord en la categoría de 750cc con el constructor francés Ratier. Durante las pruebas en Montlhéry, como Eyston recordaba en su libro Flat Out, "Oí hablar después de lo que podría haber sido la escena de un comic. Ernest no era de ningún modo esbelto, y ahí estaba, sentado en un minúsculo asiento sobre un chasis desnudo, con el viento inflando sus pantalones y su abrigo. Parecía, dije, una especie de 'Bibendum' (el hombre de Michelín) mientras daba vueltas al circuito de Montlhéry".
El proyecto con Ratier se abandonó cuando los dos amigos participaron en el primer récord automovilístico de MG con el EX120. Con Eyston al volante, fue el primer coche de 750cc en establecer un récord mundial superando las 100 mph. Eldridge desempeñó una parte importante en el desarrollo del pionero EX120. Diseñó un cigüeñal equilibrado dinámicamente como parte del trabajo de puesta a punto del motor, antes de que el EX120 visitara Montlhéry en diciembre de 1930. Tras alcanzar tan solo 87 mph (140 km/h), Eldridge le hizo saber a Cecil Kimber de MG que el coche tendría que ser sobrealimentado para tener alguna posibilidad de batir el récord de las 100 mph por delante de Malcolm Campbell con su Austin Seven, también sobrealimentado.
Kimber estuvo de acuerdo, y Eldridge supervisó el trabajo para alojar el compresor Powerplus en el coche de Eyston, que en su libro evoca a Eldridge en Montlhéry: "El «tío» Ernest destacaba en en el centro de la recta, situado en el lado opuesto a la caseta de los cronometradores con una pequeña bandera en su mano, que levantaba o bajaba de acuerdo con la velocidad registrada en cada paso por meta."
Eyston también había tenido exitoso atacando registros sobre distancias más largas con vehículos Hotchkiss y Panhard, así como con un automóvil propulsado por un motor Rolls-Royce, el Speed of the Wind, que Eldridge había ayudado a diseñar y que acompañó hasta Bonneville para dirigir el intento récord. Fue a la vuelta de un viaje a Bonneville para supervisar los intentos récord, cuando Eldridge contrajo la neumonía que acabaría con su vida en Kensington, a los 40 años de edad.
Era considerado una persona de carácter extrovertido, despreocupado y algo temerario. Gastó la fortuna familiar en las mesas de juego, en comprar automóviles de carreras y en su afición por el vuelo. Corría el año 1922, cuando perdió 60.000 libras en una sola jugada al "bacará" en el Casino de Monte Carlo.

## Récord Mundial de Velocidad en Tierra 1924
- Velocidad sobre 1 km: 146.01 mph 234.98 km/h
- Velocidad sobre 1 milla: 145.89 mph 234.79 km/h
- Conductor: Ernest A. D. Eldridge
- Automóvil: FIAT Especial Mephistopheles II (Mefistofele)
- Fecha: 12 de julio de 1924
- Sitio: Arpajon, Francia
- Motor: Fiat A.12
- Fue la última vez que se batió un récord de velocidad en tierra sobre una carretera pública.

## Resultados en las 500 Millas de Indianápolis
| Año     | Coche   | Salida  | Calific | N.º     | Final   | Vueltas | Líder | Retirado |
| ------- | ------- | ------- | ------- | ------- | ------- | ------- | ----- | -------- |
| 1926    | 26      | 23      | 89,777  | 25      | 19      | 45      | 0     | Tirante  |
| Totales | Totales | Totales | Totales | Totales | Totales | 45      | 0     |          |

| Salidas      | 1 |
| Poles        | 0 |
| Primera Fila | 0 |
| Victorias    | 0 |
| Top 5        | 0 |
| Top 10       | 0 |
| Retirado     | 1 |